# شاملی
شاملی (به انگلیسی: Shamli) یک منطقهٔ مسکونی در هند است که در بخش شاملی واقع شده‌است. شاملی ۱٬۰۷٬۲۳۳ نفر جمعیت دارد و ۲۵۴ متر بالاتر از سطح دریا واقع شده‌است.